# Bid (huyện)
Huyện Bid là một huyện thuộc bang Maharashtra, Ấn Độ. Thủ phủ huyện Bid đóng ở Bid. Huyện Bid có diện tích 10693 ki lô mét vuông. Đến thời điểm năm 2001, huyện Bid có dân số 2159841 người.